# Arvicola
Genre
Le genre Arvicola comprend des petits rongeurs, plus précisément certains campagnols de la sous-famille des Arvicolinés. Ils sont aussi appelés rats d'eau ou campagnols d'eau.

## Classification
Ce genre a été décrit pour la première fois en 1799 par le zoologiste français Bernard-Germain de Lacépède (1756-1825).
Synonymes : Alviceola, Hemiotomys, Ochetomys, Paludicola et Praticola.

## Liste des espèces
Selon Mammal Species of the World (version 3, 2005)  (12 mars 2016), NCBI (12 mars 2016), ITIS (12 mars 2016) et Catalogue of Life (12 mars 2016) :
- Arvicola amphibius (syn. Arvicola terrestris) - le Rat taupier[7]
- Arvicola sapidus - le Campagnol amphibie
- Arvicola scherman

Il y a jusqu'à 7 espèces différentes selon les auteurs : Arvicola amphibius, Arvicola illyricus, Arvicola italicus, Arvicola musignani, Arvicola sapidus, Arvicola scherman, et Arvicola terrestris (Miller, 1912a).